# Joaquim Cardona i Solsona
Joaquim Cardona i Solsona (Barcelona, 2 de novembre de 1946 - L'Ametlla de Mar, 20 de juny de 1993) fou un actor de teatre, cinema i televisió català.
Va estudiar al Institut del Teatre de Barcelona entre 1965 i 1968. Durant els anys 1980 va col·laborar sovint amb els muntatges del Teatre Lliure.

## Trajectòria professional

### Teatre
- 1969. Burlas, sueños y alegorías de Francisco de Quevedo.
- 1971 La filla del mar, d'Angel Guimerà Dir. Ricard Salvat
- 1971 El retaule del flautista, de Jordi Teixidor
- 1973 La Moschetta de Ruzzante. Estrenada al Teatre Barcelona de Barcelona.
- 1977 Loco, loco Paralelo. Estrenada al Teatre Victòria de Barcelona
- 1979 Hamlet, de William Shakespeare. Dir. Pere Planella
- 1979 La bella Helena de Jacques Offenbach. Estrenada al teatre Lliure de Barcelona
- 1980 El mentider de Carlo Goldoni. Dir. Alfred Lucchetti
- 1980 Titus Andronic de William Shakespeare. Dir Planella
- 1981 El balcó de Jean Genet. Estrenada al teatre Lliure de Barcelona.
- 1981 Operació Ubú, estrenada al Teatre Lliure de Barcelona. Direcció d'Albert Boadella. (Premi al millor actor de Catalunya).
- 1981 El Criat de dos Amos, de Carlo Goldoni. Dir Pere Planella
- 1982 Fulgor i mort de Joaquin Murieta. Dir Fabia Puigserver
- 1982 Marat Sade de Peter Weiss. Dir Pere Planella
- 1983 Tres boleros de Harvey Fierstein, traducció de Quim Monzó. Direcció de Ventura Pons. Estrenada el 8 de febrer de 1983
- 1983 L'heroi de Santiago Rusiñol. Dir Fabia Puigserver
- 1983 Al vostre gust de William Shakespeare. Dir Lluis Pascual
- 1984 Els fills del Sol de Maksim Gorki. Dir Carme Portaceli
- 1984 L'auca del Sr. Esteve de Santiago Rusiñol. Dir Pere Planella. Estrenada al teatre Romea de Barcelona[3]
- 1985 Batalla de reines de Frederic Soler (Serafí Pitarra). Estrenada al teatre Romea de Barcelona.[4]
- 1985 Kean d'Alexandre Dumas, adaptació de Jean Paul Sartre. Estrenada al teatre Romea de Barcelona[5]
- 1985 Pel davant... i pel darrera de Michael Frayn. Dir. Alexander Herold.
- 1987 Ai, doctor, quina neurosi (Alló que va veure el majordom) de Joe Orton. Dir Mario Gas
- 1990, abril. Sopar a quatre mans de Paul Barz. Estrenada al Villarroel Teatre.
- 1990 Comedia sin titulo de Federico Garcia Lorca. Dir Lluis Pascual

### Cinema
- 1977 Perros callejeros com a infermer
- 1981 El vicari d'Olot
- 1982 La plaça del Diamant de Mercè Rodoreda. Director: Francesc Betriu
- 1984 Fanny Pelopaja com a Pérez
- 1984 Pa d'Angel
- 1987 Bar-Cel-Ona com a l'amo del restaurant
- 1989 El niño de la luna com al director de l'orfanat

### Televisió
- 1970. Los Tres Moqueteros - Miniserie
- 1973. Ficciones - La cruz del diablo
- 1975. Original - El Guión i Vocación, equivocación
- 1976. La nueva Marilyn
- 1976. Don Juan o el amor a la geometría
- 1976. Molt soroll per no res
- 1977. Taller de comédies - Un prometatge
- 1979. Lletre catalanes - Madame i Necessitem senyoreta
- 1979. Estudio 1 - Carta de París
- 1980. Novel·la - A través del celobert
- 1981. Les guillermines del rei Salomó - Passions selvátiques-Pasta italiana- Estudi d´actors, estudi de stars
- 1981. Les guillermines del rei Salomó - A Macao quin cacao -La bella dorment
- 1981. Vent de Garbí i una mica de por de Maria Aurèlia Capmany. Realització de Roger Justrafé.
- 1982. Catalá de 1ª má - La Font de Montserrat
- 1982. Estudio 1 - Jaula nueva, pájaro muerto
- 1982. Vidua, però no gaire - Dues indefenses dones- Anna passa a l'acció- La dama que bebia té-
- 1982. Vidua pero no gaire - El visitant nocturn.
- 1983. Estudio 1 - Las Salvajes de Puente San Gil
- 1983. Misteri - Viatge nit enllá
- 1983. Planeta Imaginari - El cinema I i II
- 1984. El Tartufo
- 1984. Yo robo, tú chantajes, ella estafa y además un muerto
- 1984. Telegaseta de Catalunta - Valles i Ribot
- 1984. Marta sempre, Marta tothora
- 1984. Tripijocs
- 1984. Jo seré el seu gendre
- 1984. Per molts anys
- 1984. L'auca del Sr. Esteve
- 1984. Ahí te quiero ver
- 1985. Galeria Oberta - Batalla de reines
- 1987. Laura del cielo llega la noche
- 1987. 13 x 13 - El mateix paisatge
- 1988. Crónica negra - La mala companyia
- 1988. De professió: A.P.I., TV3
- 1990. Qui?